# 暁 (暁型駆逐艦)
暁（あかつき）は、大日本帝国海軍の駆逐艦で、暁型駆逐艦のネームシップである。同名艦に、後に改名した山彦型駆逐艦の「山彦」、吹雪型駆逐艦（特III型、暁型）の「暁」があるため、こちらは「暁 (初代)」や「暁I」などと表記される。

## 艦歴
当初の艦名は第十三号駆逐艦。1901年11月13日に進水し「暁」と命名。同年12月14日、イギリスのヤーロー社で竣工し、軍艦に編入され駆逐艦に類別。1902年1月25日、日本へ回航。同年5月7日、横須賀に到着。
1904年、日露戦争が勃発した際には第1艦隊第3駆逐隊に所属していた。同年5月17日、老鉄山南東沖で触雷沈没。ロシア側に沈没が目撃されていないと推定されたため、その名は捕獲艦「レシーテリヌィ」（後に「山彦」へ改名）の使用欺瞞のために使われた。1905年6月1日、喪失公表。同年10月19日、除籍。

## 艦長
※『日本海軍史』第9巻・第10巻の「将官履歴」及び『官報』に基づく。
回航委員長
- 中山鋋次郎 少佐：1901年6月4日 - 9月2日

艦長
- 中山鋋次郎 少佐：1901年9月2日 - 1902年5月24日
- 関重孝 少佐：1902年5月24日 - 1903年11月5日
- 末次直次郎 大尉：1903年11月5日 - 1904年5月17日戦死
- （兼）狭間光太 少佐：1904年5月20日[8] -